# Carreg Cennen Castle
Carreg Cennen Castle är ett slott i Storbritannien.   Det ligger i kommunen Carmarthenshire och riksdelen Wales, i den södra delen av landet, 260 km väster om huvudstaden London. Carreg Cennen Castle ligger 227 meter över havet.
Terrängen runt Carreg Cennen Castle är kuperad österut, men västerut är den platt. Runt Carreg Cennen Castle är det ganska tätbefolkat, med 72 invånare per kvadratkilometer. Närmaste större samhälle är Clydach, 19,1 km söder om Carreg Cennen Castle. Trakten runt Carreg Cennen Castle består i huvudsak av gräsmarker.